# Okasta polonica
Okasta polonica (znanstveno ime Anatis ocellata) je vrsta polonic, ki je razširjena po celi celinski Evropi, preko Rusije do osrednje Azije, kjer poseljuje Mongolijo, severno Kitajsko in Korejski polotok.. 

## Opis in biologija
Odrasle okaste polonice dosežejo dolžino med 7 in 8,5 mm, kar jih uvršča med največje evropske polonice. Za okasto polonico so značilne črne pike na rdečih ali oranžnih pokrovkah, ki so izrazito svetlo obrobljene, kar jim da videz oči, po čemer je vrsta dobila ime okasta. Včasih so pri tej vrsti črne pike na pokrovkah tudi skoraj zabrisane. Za okasto polonico je značilna tudi črno-bela risba na oprsju, ki je drugačna kot pri podobnih vrstah.  Živi v iglastih in mešanih gozdovih, kjer se tako ličinke kot odrasle živali hranijo z listnimi ušmi, ki živijo na iglavcih, predvsem na navadni smreki in na drugih vrstah iz rodu smrek. Poleg tega se hranijo z listnimi ušmi, ki živijo na navadni brezi in ostalih vrstah iz rodu Betula ter trepetliki. Vrsta je v Sloveniji pogosta in splošno razširjena.
Najpogostejše vrste uši s katerimi se hrani okasta polonica so Eucallipterus tiliae, Tuberculatus annulatus, Euceraphis betulae, Cavariella konoi, Acyrthosiphon ignotum, A. pisum in Macrosiphoniella artemisiae. Privlači jih vonj iglavcev, v samem hrošču pa so znanstveniki uspeli izolirati alkaloid 2-dehidrococinelin. Poleg listnih uši se odrasle ličinke hranijo tudi z ličinkami škržatkov, ki živijo na trepetliki. Zimo preživijo odrasli osebki skriti med odpadlim listjem in drugim drobirjem na gozdnih tleh.